# حاملة الطائرات اليابانية زويكاكو
زويكاكو (باليابانية: 瑞鶴 أي "الغرنوق الميمون") ثاني وآخر حاملة طائرات من فئة شوكاكو، بُنيت لصالح البحرية الإمبراطورية اليابانية قبل وقت قصير من بداية حرب المحيط الهادئ.